# Hana Skoumalová
Hana Skoumalová, roz. Duxová (23. července 1903 Český Brod – 18. října 1999 Praha), byla česká překladatelka z angličtiny.

## Překlady
- William Beckford: Vathek (1970)
- Elizabeth Bowenová: Schody zarostlé břečťanem (1972)
- Samuel Butler: Cesta všelikého těla (1957)
- Geoffrey Chaucer: Canterburské povídky (1976 – prozaický překlad pro mládež)
- Edward Morgan Forster: Rodinné sídlo (1982)
- John Hersey: Kupec dětí (1962)
- Hewlett Johnson: Světská síla (1952)
- David Herbert Lawrence: Panna, cikán a jiné povídky (1966)
- Alan Alexander Milne: Medvídek Pú (1965)
- Ann Radcliffová: Sicilský román (1970)
- Walter Scott: Wawerley (1962)
- Gertrude Steinová: Hodná Anna (1960), Tři životy (1961)

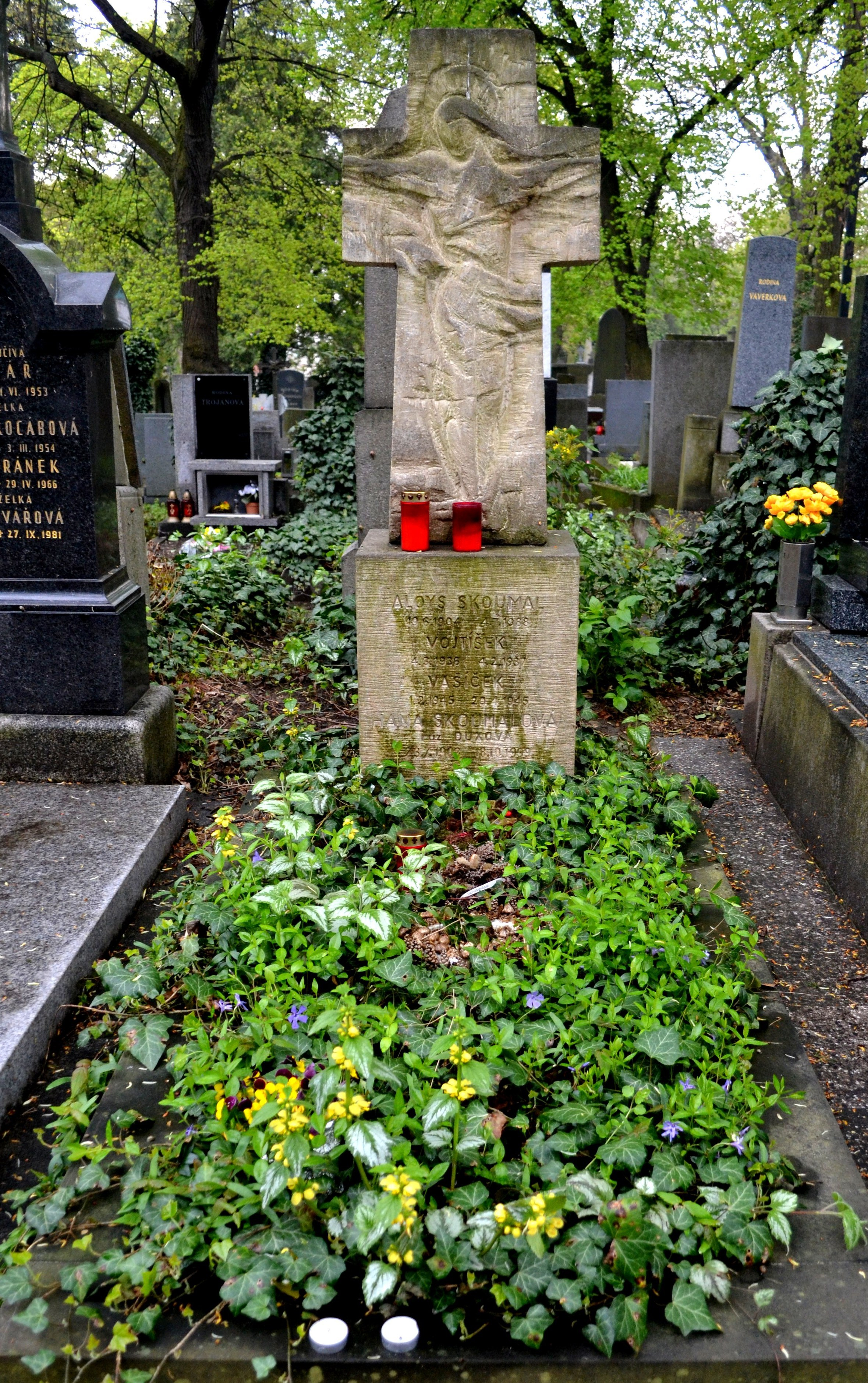
Hrob na Břevnovském hřbitově v Praze

- Hrob na Břevnovském hřbitově v PrazeVirginia Woolfová: Mezi akty (1968)

## Společné překlady s manželem
- Lewis Carroll: Alenčina dobrodružství a Za zrcadlem, Kočka Šklíba (1961)
- Neil Gaiman: Hvězdný prach (Aloys a Hana Skoumalovi přeložili dvojverší)
- Thomas Hardy: Lesáci (1975)
- Henry James: Co všechno věděla Maisie (1971)
- Rudyard Kipling: Knihy džunglí (1965)
- Thomas Edward Lawrence: Bouře nad Asií (1935)
- Katherine Mansfieldová: Zahradní slavnost (výbor povídek, 1952), Aloe (1975)
- Výbor anglických povídek: Orel z pobřeží (1969)
- John Steinbeck: Ryzáček (1962)